# Хасан ібн Ях'я
Хасан ібн Ях'я ібн Мухаммед Хамід ад-Дін (араб. الحسن بن يحيى حميد الدين; 1908, Сана, Османський Ємен — 13 червня 2003, Джидда, Саудівська Аравія) — єменський державний діяч, прем'єр-міністр Королівства Ємен (1948—1955).

## Біографія
Був третім за старшинством із чотирнадцяти синів короля Ях'ї Мухаммеда Гаміда ад-Діна.
До вбивства короля Ях'ї у лютому 1948 року обіймав посаду губернатора мухафаз Ібб, Сана і Ходейда (1938—1948).
Під час спроби державного перевороту 1948 року відіграв важливу роль у згуртуванні лояльних династії сил на стороні Ахмада.
З квітня 1948 року по червень 1955 року обіймав посаду віцекороля та прем'єр-міністра Єменського Мутаваккілітського Королівства. Після спроби державного перевороту молодшого брата Абдулли його відправили у відставку у зв'язку з підозрами в підтримці цієї спроби.
З 1955 до 1962 рік був постійним представником Єменського Королівства при ООН. На цій посаді принц Хасан, використовуючи трибуну ООН, активно обстоював інтереси держави. Так, 23 січня 1958 року він заявив, що 30 грудня британські війська здійснили нову атаку на територію країни на північ від Адена. Протестуючи проти дії британців, принц Хасан направив меморандум генеральному секретареві Даґу Гаммаршельду.

## Повалення монархії та громадянська війна
27 вересня 1962 року військові частини під керівництвом полковника Абдалли ас-Саляля здійснили переворот і повалили традиційний імамат, який існував у цьому регіоні або як незалежна політична одиниця, або під формальним османським суверенітетом понад 1000 років.
Після повалення монархії у вересні 1962 року 28 вересня принц Хасан вирушив у гори на півночі країни, а потім 30 вересня перебрався до Саудівської Аравії. Звідти він закликав до повстання проти республіканської влади та «єгипетських загарбників». Принц Хасан заявив, що повстання організувала невелика група армій без народної підтримки, і пообіцявши придушити його. Звичайно, Хамідаддіни прагнули відновити монархію в Ємені, але загальновизнано, що без підтримки Саудівської Аравії єменські роялісти ніколи не змогли б чинити суттєвий опір республіканському уряду, не кажучи вже про те, щоб підтримувати його понад сім років. Теж можна сказати і про республіканський уряд, який мав масивну військово-політичну підтримку Єгипту.
Однак, перш ніж принц Хасан виїхав з Нью-Йорка, Йорданія доручила своєму представнику в ООН передати своє визнання аль-Хасана. Принц Хасан, зробив зупинку в Лондоні і заявив: «Я наведу порядок у Ємені. Народ повстане проти революціонерів». Північноєменські племена, що підтримали аль-Хасана, прагнули відновити імамат і монархію Хамідаддінов.
30 вересня аль-Хасан прибув до Саудівської Аравії, а 5 жовтня, заручившись підтримкою короля Сауда ібн Абделя Азіза Аль Сауда, він оголосив про створення роялістського уряду у вигнанні. Негайно почав посилати принців королівської родини до північних єменських племен, щоб вони пропонували золото та зброю в обмін на їхню лояльність. На початку жовтня Йорданія направила місію в Джидду, щоб надати військову підтримку єменським роялістам. Йорданія організувала постачання озброєння єменським роялістам.
28 вересня за рішенням нової влади було страчено 10 колишніх урядовців, включно з колишнім міністром закордонних справ Хасаном бін Абрахімом. Абдалла ас-Саляль наказав стратити принців поваленої династії, але йому не вдалося захопити принца аль-Хасана, одного з найнебезпечніших ворогів нового республіканського режиму.
Відразу після перевороту, принц Хасан ібн Ях'я був проголошений новим королем Ємену, проте, після того, як стало відомо про те, що повалений король Мухаммед аль-Бадр вижив внаслідок військового перевороту, 16 жовтня принц Хасан відмовився від своїх претензій на трон і визнав аль-Бадра законним монархом країни.
Примітно, що до прояснення інформації про долю поваленого імама аль-Бадра, Саудівська радіостанція «Мекка» повідомила: «100 000 єменських воїнів готові підтримати короля Хасана». У відповідь Абдалла ас-Саляль заявив: «Ми готові до війни. Якщо необхідно, ми перенесемо війну і до Саудівської Аравії».
8 жовтня 1962 року джерела єменських роялістів в Йорданії повідомили, що Ваді Ахмед аль-Сіагі попрямував до Північного Ємену, щоб приєднатися до принца Хасана.
12 жовтня міністр закордонних справ «старого режиму» заявив, що сили роялістів захопили трьох радянських офіцерів, які за його твердженням, допомагали повстанцям захопити владу 27 вересня.
У середині жовтня 1962 року, за повідомленням єгипетського близькосхідного агентства, імам аль-Бадр, який отримав під час антимонархічного перевороту серйозну травму ноги, перебуває в американській лікарні в Дахрані. За повідомленням «Радіо Аммана», імам аль-Бадр надіслав йорданському королю Хусейну I послання, щоб засудити втручання Насера у внутрішні справи Ємену і звернутися до міжнародних організацій та Ліги арабських держав. З іншого боку, за повідомленням єгипетської газети «Аль Ахрам», аль-Бадр заявив, що відмовляється від будь-якої політичної діяльності. Імаму аль-Бадру довелося докласти великих зусиль, щоб отримати юридичне визнання його існування, оскільки серед членів Ліги арабських держав вісім країн вже встановили відносини з республіканським урядом, а дві Саудівська Аравія та Йорданія визнали новим королем Ємену його дядька, принца Хасана. Водночас з метою внести ще більше замішання, Єгипет поширив інформацію, що сам принц Хасан був убитий на фронті в Марібі та похований під протекторатом Лахедж.
У період Громадянської війни у Північному Ємені багато членів королівської сім'ї брали активну участь у боротьбі з республіканським урядом. Принц Хасан обіймав посаду прем'єр-міністра уряду у вигнанні (1962—1967 і 1969—1970). Віцепрем'єр-міністром роялістського уряду був принц Абдул-Рахман бін Ях'я, який був також одним із командиром роялістських сил.
Роялісти вдавалися до тактики вимотування ворога. На думку роялістських командирів, щойно вони спробують захопити Сану, то єгиптяни бомбитимуть місто. Як заявив принц Хасан "… наша нинішня тактика — оточити міста, не входячи до них. Це рятує мирне населення від значних втрат. Це продовжує війну, але не завадить нам досягти нашої кінцевої мети … ".
15 вересня 1964 року представник єменських роялістів у США Бушрода Говард закликав США покласти на Об'єднану Арабську Республіку відповідальність за виконання її нової угоди з Саудівською Аравією про майбутнє Ємену. Бушрод Говард, виступаючи від імені «уряду Єменського Королівства», яке США більше не визнавали, назвав угоду «третьою та найбільш реалістичною спробою» покласти край бойовим діям у Ємені. За словами Говарда, роялісти завжди визнавали необхідність укладання перемир'я, щоб дозволити єгипетським збройним силам здійснити «гідне виведення» своїх військових частин з Ємену. Після такого відходу, додав він, роялісти були згодні на проведення плебісциту про форму правління. За словами Говарда, країни, крім Саудівської Аравії й особливо США, повинні попередити Каїр, що порушення нової угоди призведе до серйозних і негайних санкцій. Причиною прохолодного ставлення Вашингтона до принца Хасана було те, що під час перебування на посаді представника Ємену в ООН він зазвичай голосував проти США і разом з радянським блоком.
У березні 1967 року нова угода про формування антиєгипетського фронту між єменськими роялістами та дисидентами-республіканцями викликала розбіжності в рядах роялістів, хоча її схвалили провідні члени королівської сім'ї.
У серпні 1967 року принц Хасан аль-Хусейн, командувач сил роялістів, заявив, що росіяни в єгипетській уніформі перебувають у Ємені, укомплектовуючи артилерію. Він стверджував, що вбили кількох радянських солдатів. На початку грудня, коли починалася облога Сани, роялісти стверджували, що збили капітана радянського ВПС, який летів на МіГ-17 й отримав вказівки від радянського міністерства оборони. Від отриманих ран пілот помер. Державний департамент США повідомив, що це твердження було «в основному правильним», хоча керівництво ЄАР та СРСР одразу його спростували. За деякими даними, радянські пілоти були швидко замінені сирійськими й іншими арабськими пілотами, включно з деякими єменськими пілотами, які проходили навчання в Радянському Союзі.
Однією з цілей радянських радників могла бути протидія спробам переговорів, які могли призвести до врегулювання роялістів; врегулювання могло лише зменшити залежність республіканців від СРСР (що справді відбулося після закінчення війни). На початку 1966 року, коли угода в Джидді була на межі розвалу, «Таймс» повідомила, що радянські радники в Ємені закликали режим не йти на компроміс з роялістами.
2 вересня 1967 року перша реакція роялістів на угоду по Ємену була зафіксована в Бейруті, де 23-річний принц (Емір) Хасан Ель-Хусейн, «командувач східним сектором», у супроводі Мохаммеда Вазіра (державний міністр закордонних справ роялістського уряду) і представника роялістів в США Бушрода Говарда, прийняв трьох представників іноземної преси, з якими принц поділився своїми враженнями про угоди короля Фейсала і Гамаля Насера. Емір, який виступав від імені свого дядька імама аль-Бадра, наполягав на тому, що його уряд не може погодитися ні на яке врегулювання єменського конфлікту, незалежно від його змісту й умов, якщо єгипетські експедиційні сили не покинуть Ємен. Принц додав «після виведення єгипетських сил, ми можемо розглянути розв'язання конфлікту». Але доти прихильники імама відмовляються підписатися під будь-якою угодою. Роялісти хотіли перевірити добросовісність єгиптян, перш ніж ініціювати мирний процес, який би започаткував процес розрядки та нормалізації. Емір Хасан ель-Хусейн стверджував, що «бойові дії в Ємені ніколи не припинялися і що протягом останніх двох тижнів вони відновилися в дуже широкому масштабі». Повідомлялося, що в кінці жовтня в Аріні відбулася битва, «в якій, за його словами, від ста до двохсот радянських солдатів воювали разом з кількома сотнями єгиптян». За словами роялістів, Ради втратили 18 солдатів. Згідно з твердженням Еміра, Москва збиралася створити військово-морську базу в Моху і військовий тренувальний табір для партизанів «Фронту за визволення окупованого Південного Ємену», які очолювала боротьбу в Федерації Південної Аравії. Зрештою емір заявив, що в республіканському секторі є багато китайських фахівців, але вони зайняті мирними завданнями, як-от ремонт і поліпшення доріг, встановлення ткацьких фабрик.
27 липня 1969 року високопоставлений член колишньої урядущої сім'ї — принц Абдулла бен Хасан, який був важливим командиром єменських роялістів, був убитий в боях з республіканцями.
Після підписання мирного договору, який встановив амністію для роялістів, у березні 1969 року разом з імамом аль-Бадром залишив Ємен.
Помер у вигнанні в Джидді і похований у Медині. Мав титул Сейф аль-Іслам.

## Нагороди та звання
Нагороджений Великим хрестом ордена «За заслуги перед Італійською Республікою» (1953).